# Marian Czerwiński (ur. 1940)
Marian Janusz Czerwiński (ur. 25 marca 1940 w m. Zimna Wódka koło Lwowa) – polski polityk i inżynier, poseł na Sejm PRL X kadencji.

## Życiorys
Ukończył w 1978 studia z zakresu inżynierii mechanicznej na Politechnice Rzeszowskiej. W 1989 został posłem na Sejm X kadencji (tzw. Sejm kontraktowy) z okręgu dębickiego z listy Polskiej Zjednoczonej Partii Robotniczej. Marian Czerwiński był jednym z zaledwie trzech kandydatów ugrupowań rządzących i jedynym działaczem PZPR, który uzyskał mandat poselski w okręgu w pierwszej turze. Swój wybór już 4 czerwca 1989 zawdzięczał m.in. nieformalnemu poparciu ze strony „Solidarności”. W parlamencie współpracował z OKP, następnie przystąpił do klubu Unii Demokratycznej. Był jedynym posłem PZPR, który podczas wyboru prezydenta 19 lipca 1989 głosował przeciw kandydaturze Wojciecha Jaruzelskiego.
Bezskutecznie ubiegał się o reelekcję w 1991, startował też do sejmiku w wyborach samorządowych w 2002 z listy Podkarpacia Razem jako kandydat Platformy Obywatelskiej. Pełnił funkcję asystenta społecznego Jana Tomaki, kierował strukturami PO w powiecie dębickim. Pozostał później członkiem władz powiatowych partii.